# Plaza del Corrillo (Salamanca)
La plaza del Corrillo se encuentra en el centro histórico de la ciudad de Salamanca, junto a la Plaza Mayor desde la que se accede por el llamado arco del Corrillo.
El extremo oeste se encuentra porticado. Las zapatas de las columnas del pórtico están decoradas con relieves de dioses romanos representando cada uno de los días de la semana.
En el este se encuentran los pies de la iglesia de San Martín, con la portada románica y la ventana camarín barroca a la plaza.
La plaza cuenta con una escultura dedicada al poeta Adares, que desarrolló su actividad en los soportales de la plaza, obra de Agustín Casillas. El poeta dedicó un poema a la plaza, dentro de su libro Patíbulo: "La Plaza del Corrillo es poderosa.
Cada día que me puede recibir la hago un retrato
para aquí terminar mi loco empleo.
Hasta que me respete la memoria".
Junto al arco de acceso a la Plaza Mayor una inscripción reproduce una cita de La tía fingida de Cervantes dedicada a Salamanca.

Advierte, hija mía, que estás en Salamanca, que es llamada en todo el mundo madre de las ciencias, archivo de las habilidades, tesorera de los buenos ingenios y que de ordinario cursan en ella y habitan diez ó doce mil estudiantes, gente moza, antojadiza, arrojada, libre, aficionada, gastadora, discreta, diabólica y de humor.
Miguel de Cervantes

## Historia
Inicialmente el espacio fue conocido como Corral de San Martín, por la proximidad a la iglesia del mismo nombre, donde se reunían las autoridades municipales y los concejos vecinales. De estas reuniones surgió la denominación popular de corrillo que se mantiene en la actualidad. Con el estallido de la guerra de los Bandos a mediados del siglo XV la plaza quedó en medio de los territorios de las dos facciones. Poca gente se atrevía a pasar por ella, creciendo solo la hierba, por lo que se comenzó a denominar Corrillo de la Yerba. Construida la Plaza Mayor, la del Corrillo tenía una altura superior, creándose unos escalones entre las dos plazas que fueron suprimidos en 1921 para permitir el paso de carros y vehículos. Posteriormente recuperó su uso peatonal.